# 7451 Verbitskaya
A 7451 Verbitskaya (ideiglenes jelöléssel 1978 PU2) a Naprendszer kisbolygóövében található aszteroida. Nyikolaj Sztyepanovics Csernih fedezte fel 1978. augusztus 8-án.